# Хуан де Хуанес
Хуан де Хуанес е псевдоним на Хуан Висенте Масип, испански художник от епохата на Ренесанса, син на Висенте Масип – друг известен испански художник.

## Биография и творчество
В различни библиографски справочници датата му на раждане варира в периода 1500/10. Последната е дадена в официалния каталог на Ермитажа.
Ранните му работи са съвместни с баща му, което е създало сериозни проблеми при определяне авторството на създадените преди 1550 (годината на смъртта на баща му Висенте Масип) картини, като особено проблематично е определяне авторството на изографисването на олтара на храма Retablo de la Catedral de Segorbe.
Предполага се, че Хуанес, срещан понякога и като Хуанец на български, се е учил в Италия, като е повлиян от италианската ренесансова живопис и школа по това време и особено в частност от Себастиано дел Пиомбо. Изкуствоведите са на мнение, че още баща му е под влиянието на италианската школа, което проличава в района на Валенсия. Във Валенсия за своето време Хуан Хуанес е най-значимия художник. Посветен главно на религиозната иконография, той е наричан втория Рафаело и Испанския Рафаело.
Сред най-известните му творби е портрета на Свети Викентий Ферер с девиза на Инквизицията, съхраняван в Ермитажа.
Ренесансовата живопис във Валенсия изгражда своеобразен уникален и неподражаем стил по религиозни и политически причини. В този контекст произведенията на Хуанес са изключително ценни. Неговите творби са същинска рядкост за Испания, въпреки че е може би най-добрия испански представител на изобразителното изкуство от средата на 16 век, т.е. по времето на Карл V.
Неговото изобразително дело е продължено от други художници, сред които и синът му Висенте Йоан (известен също с псевдонима по името на дядо си Висенте Масип).
Хуанес умира на 21 декември 1579 г.